# Хондорф
Хондорф (нем. Hohndorf) — община в Германии, в земле Саксония, входит в состав района Рудные Горы.
Население составляет 3712 человек (на 31 декабря 2013 года). Занимает площадь 5,26 км².

## История
Первое упоминание о поселении относится к 1460 году.

## Галерея

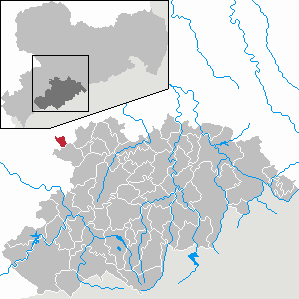
Хондорф на карте района
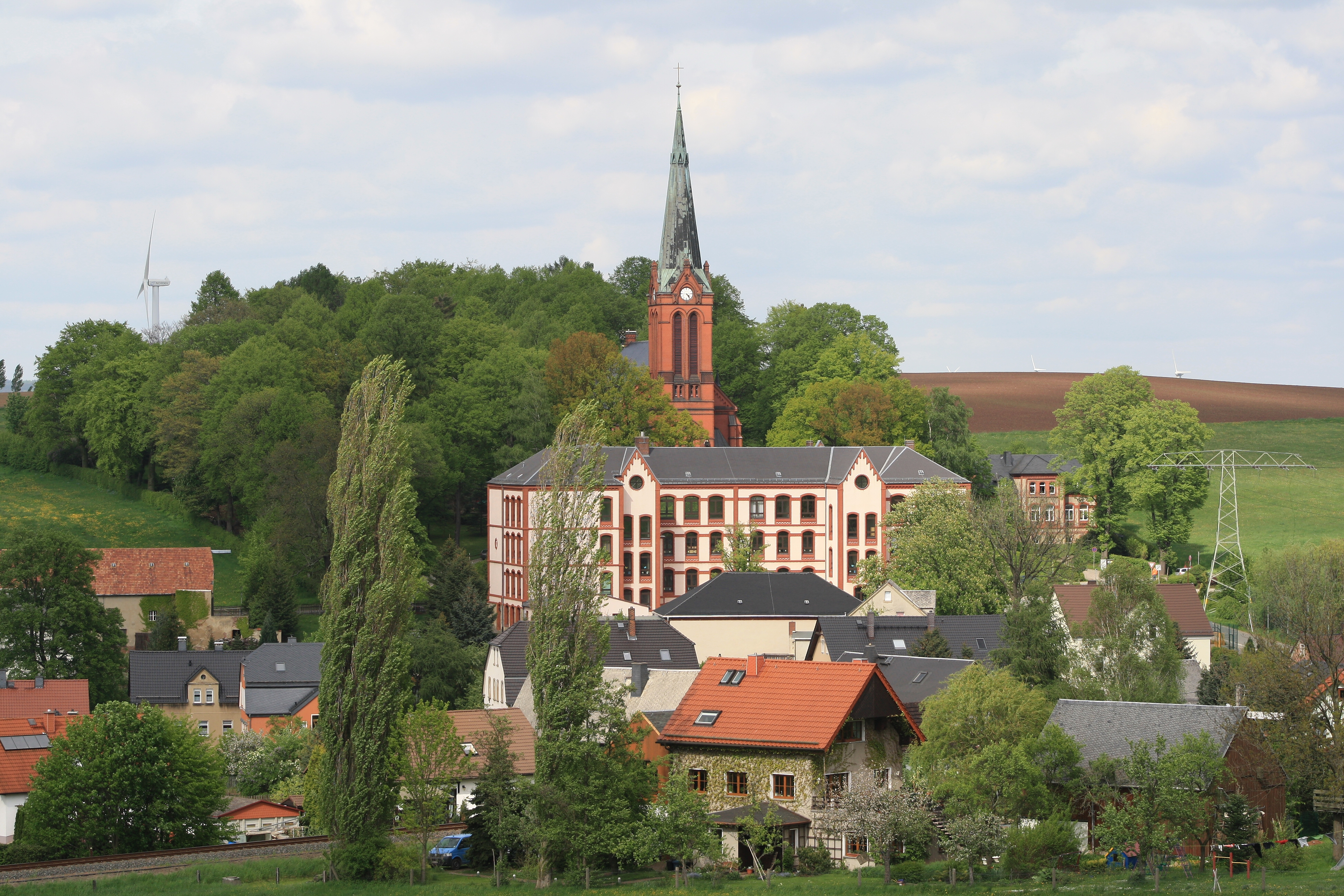
Школа и церковь в Хондорфе
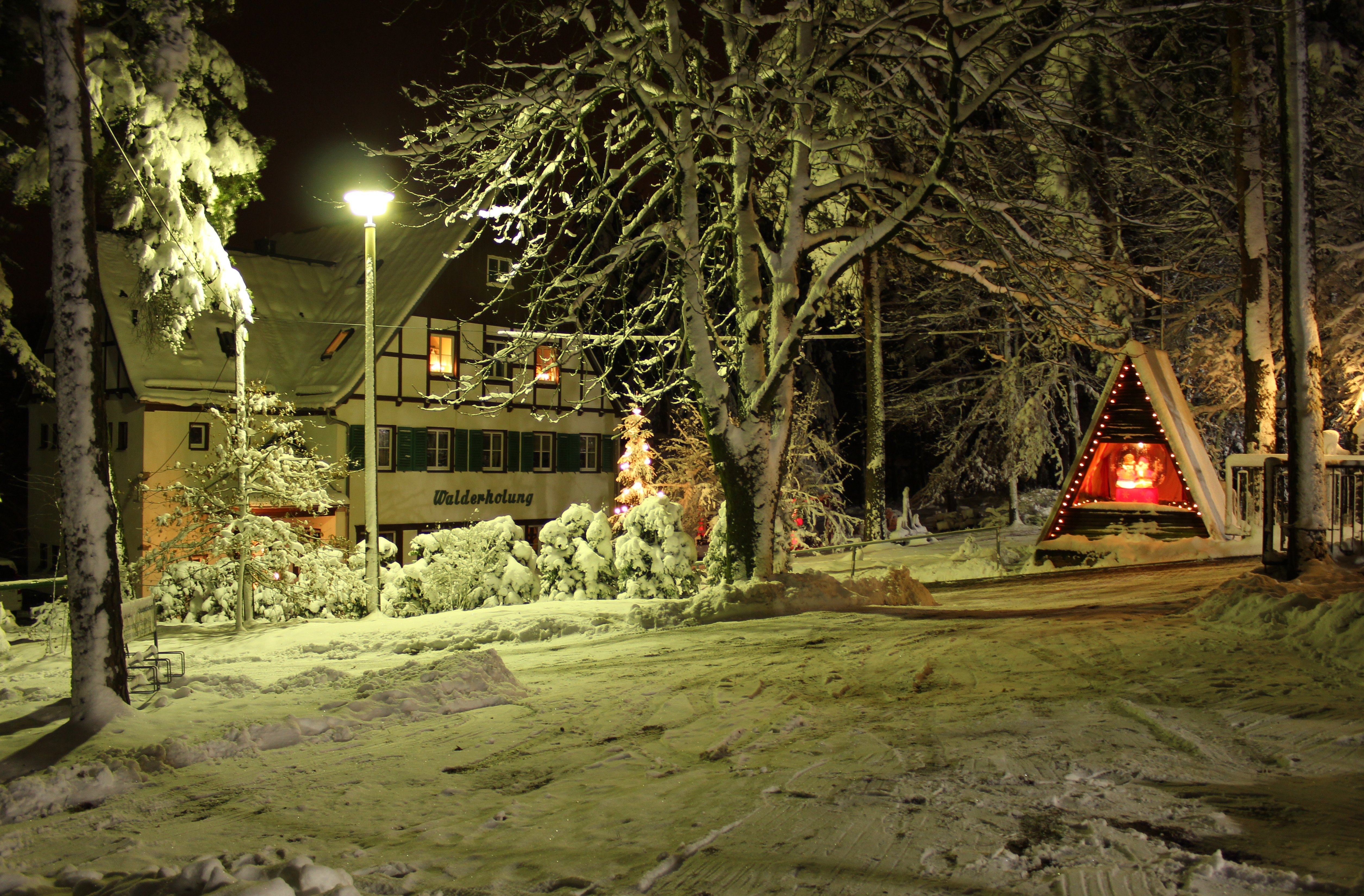
Зимний вечер в Хондорфе
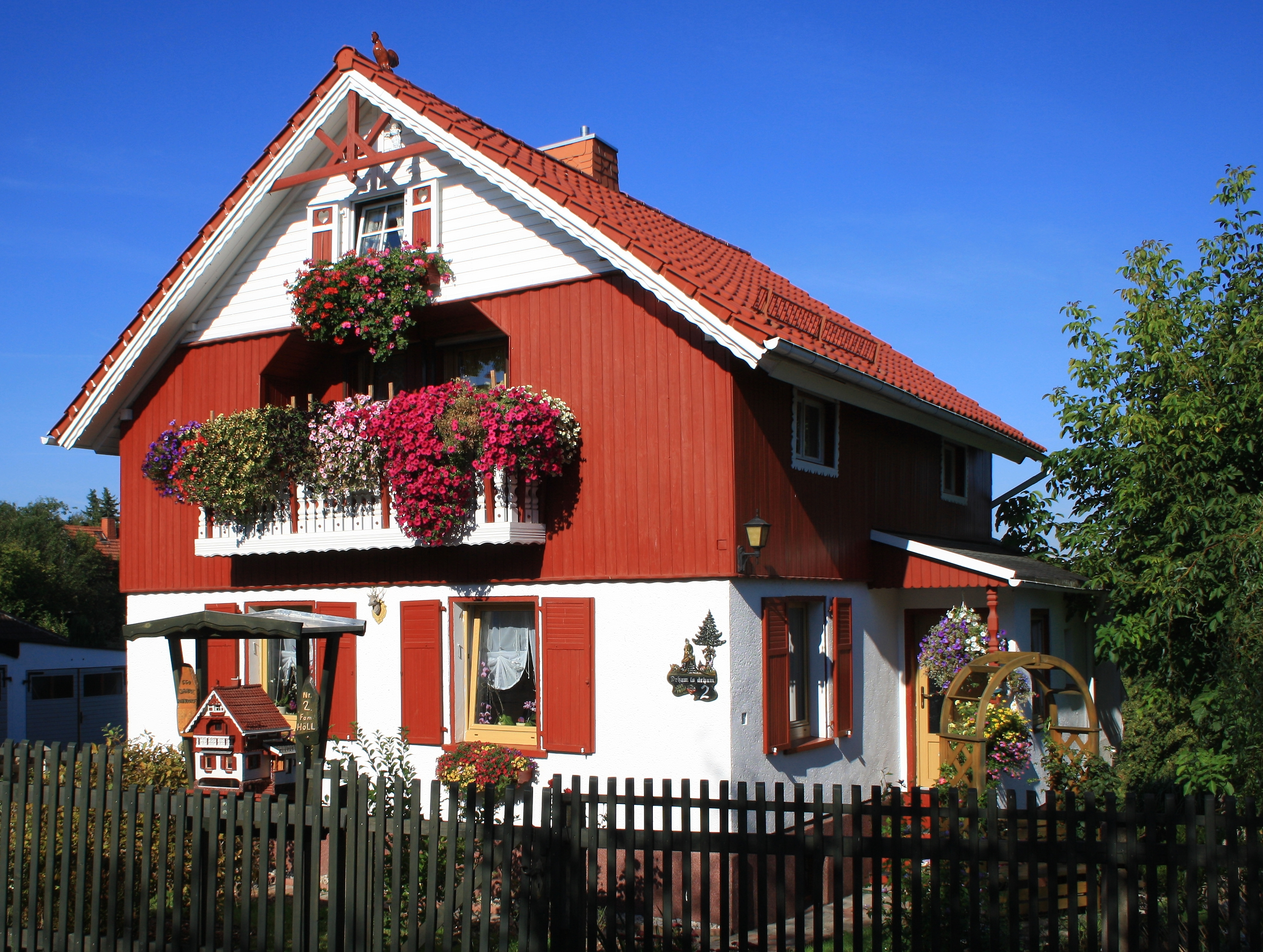
Частный дом в Хондорфе